# Danh sách thành phố Hoa Kỳ có đông người Mỹ gốc Việt
Sau đây là một Danh sách các thành phố Hoa Kỳ có đông người Mỹ gốc Việt. Các thành phố bao gồm ít nhất 10.000 người Mỹ gốc Việt hay những nơi mà người Mỹ gốc Việt chiếm một tỉ lệ dân số lớn. Thông tin trong bài là dựa vào Điều tra Dân số Hoa Kỳ năm 2010.
Người Mỹ gốc Việt đã di cư đến Hoa Kỳ trong thập niên 1970 và thập niên 1980 như các thuyền nhân theo sau lúc kết thúc Chiến tranh Việt Nam. Vào thập niên 1990 và thập niên 2000, nhiều người nữa theo sau để tìm công việc làm tại Hoa Kỳ và mưu cầu một tiêu chuẩn sinh hoạt cao hơn. Người Mỹ gốc Việt có nhiều mức lợi khác nhau, có một số là các công dân thượng lưu trong khi một số khác là giai cấp lao động.
Người Mỹ gốc Việt chính yếu sống tập trung trong các khu vực đô thị trong miền Tây như Quận Cam (California), San Jose (California), và Houston (Texas).

## Các thành phố có trên 10.000 người Mỹ gốc Việt
Các thành phố này có trên 10.000 người Mỹ gốc Việt theo Điều tra Dân số năm 2010, sắp xếp theo con số cao đến thấp.
| Hạng | Thành phố                                                                   | Số người (2010) | Phần trăm (2010) | Ghi chú                                                                 |
| ---- | --------------------------------------------------------------------------- | --------------- | ---------------- | ----------------------------------------------------------------------- |
| 1    | San Jose, California                                                        | 100.486         | 10,6             | Thành phố có đông người Mỹ gốc Việt nhất, thuộc Vùng Vịnh San Francisco |
| 2    | Garden Grove, California (Một phần Little Saigon tại Quận Cam, California)  | 47.331          | 27,7             | Một phần của Little Saigon tại Quận Cam, California                     |
| 3    | Westminster, California (Một phần Little Saigon tại Quận Cam, California)   | 36.058          | 40,2             | Một phần của Little Saigon tại Quận Cam, California                     |
| 4    | Houston, Texas                                                              | 34.838          | 1,7              |                                                                         |
| 5    | San Diego, California                                                       | 33.149          | 2,5              |                                                                         |
| 6    | Santa Ana, California (Một phần của Little Saigon tại Quận Cam, California) | 23.167          | 7,1              | Một phần của Little Saigon tại Quận Cam, California                     |
| 7    | Los Angeles, California (Gần Quận Cam)                                      | 19.969          | 0,5              | Gần Quận Cam, California                                                |
| 8    | Anaheim, California (Tại Quận Cam)                                          | 14.706          | 4,4              | Tại Quận Cam, California                                                |
| 9    | Philadelphia, Pennsylvania                                                  | 14.431          | 0,9              |                                                                         |
| 10   | New York, New York                                                          | 13.387          | 0,2              |                                                                         |
| 11   | Seattle, Washington                                                         | 13.252          | 2,2              |                                                                         |
| 12   | San Francisco, California                                                   | 12.871          | 1,6              |                                                                         |
| 13   | Portland, Oregon                                                            | 12.796          | 2,2              |                                                                         |
| 14   | Arlington, Texas                                                            | 12.602          | 3,4              | Trong khu vực Dallas-Fort Worth                                         |
| 15   | Fountain Valley, California                                                 | 11.431          | 20,7             | Tại Quận Cam, California                                                |
| 16   | Boston, Massachusetts                                                       | 10.916          | 1,8              |                                                                         |
| 17   | Garland, Texas                                                              | 10.373          | 4,6              | Trong khu vực Dallas-Fort Worth                                         |
| 18   | Milpitas, California                                                        | 10.356          | 15,5             | Giáp với San Jose, California                                           |
| 19   | Oklahoma City, Oklahoma                                                     | 10.095          | 1,7              |                                                                         |

## Các thành phố lớn
Những thành phố này có trên 500.000 người bao gồm ít nhất là 2% người Mỹ gốc Việt, sắp xếp theo phần trăm giảm dần.
| Thành phố             | Phần trăm | Số người | Ghi chú                       |
| --------------------- | --------- | -------- | ----------------------------- |
| San Jose, California  | 10,6      | 100.486  | Trong Vùng Vịnh San Francisco |
| San Diego, California | 2,5       | 33.149   |                               |
| Seattle, Washington   | 2,2       | 13.252   |                               |
| Portland, Oregon      | 2,2       | 12.796   |                               |

## Các thành phố hạng trung
Những thành phố này có từ 100.000 đến 500.000 dân bao gồm ít nhất 4% người Mỹ gốc Việt, được sắp xếp theo phần trăm giảm dần.
| Thành phố                | Phần trăm | Số người | Ghi chú                                           |
| ------------------------ | --------- | -------- | ------------------------------------------------- |
| Garden Grove, California | 27,7      | 47.331   | Một phần của Little Saigon ở Quận Cam, California |
| El Monte, California     | 7,4       | 8.433    | Có nhiều người Việt gốc Hoa                       |
| Santa Ana, California    | 7,1       | 23.167   | Ở Quận Cam                                        |
| Garland, Texas           | 4,6       | 10.373   | Ở khu vực Dallas-Fort Worth                       |
| Anaheim, California      | 4,4       | 14.706   | Ở Quận Cam                                        |

## Các thành phố nhỏ
Những thành phố này có từ 10.000 đến 100.000 cư dân và có ít nhất là 6% người Mỹ gốc Việt, được xếp theo phần trăm giảm dần.
| Thành phố                   | Phần trăm | Số người | Ghi chú                                                                   |
| --------------------------- | --------- | -------- | ------------------------------------------------------------------------- |
| Westminster, California     | 40,2      | 36.058   | Trung tâm của Little Saigon, được xem là thủ đô của người Việt tại Hoa Kỳ |
| Fountain Valley, California | 20,7      | 11.431   | Một phần của Little Saigon ở Quận Cam                                     |
| Milpitas, California        | 15,5      | 10.356   | Thành phố lân cận San Jose                                                |
| Rosemead, California        | 15,4      | 8.268    | Có nhiều người Việt gốc Hoa, có thể tự nhận là người Việt hay người Hoa   |
| Stanton, California         | 14,5      | 5.532    | Lân cận Little Saigon ở Quận Cam                                          |
| White Center, Washington    | 11,6      | 1.568    | Lân cận Seattle                                                           |
| West Falls Church, Virginia | 8,2       | 2.389    | Quận Fairfax, Virginia                                                    |
| Annandale, Virginia         | 8,0       | 3.297    | Quận Fairfax                                                              |
| San Gabriel, California     | 7,7       | 3.070    | Có nhiều người Việt gốc Hoa                                               |
| Springfield, Virginia       | 7,6       | 2.311    | Quận Fairfax                                                              |

## Các thành phố nhỏ nhất
Các thành phố sau đây có ít hơn 10.000 cư dân và có ít nhất 8% người Mỹ gốc Việt, được xếp theo thứ tự phần trăm giảm dần.
| Thành phố               | Phần trăm | Số người | Ghi chú                                           |
| ----------------------- | --------- | -------- | ------------------------------------------------- |
| Midway City, California | 41,4      | 3.511    | Một phần của Little Saigon ở Quận Cam, California |
| Morrow, Georgia         | 20,3      | 1.307    |                                                   |
| Amelia, Louisiana       | 17,8      | 437      |                                                   |
| Bayou La Batre, Alabama | 14,5      | 370      | Người dân chủ yếu làm ngư nghiệp                  |
| Lake City, Georgia      | 13,0      | 340      |                                                   |
| Avondale, Louisiana     | 11,1      | 548      |                                                   |
| Henderson, Louisiana    | 9.0       | 150      |                                                   |
| Palacios, Texas         | 8,1       | 383      |                                                   |

## Các quận
Mười quận lớn nhất có người Mỹ gốc Việt theo Điều tra Dân số Hoa Kỳ năm 2010, được xếp theo số người giảm dần.
| Hạng | Quận                         | Số người (2010) | Phần trăm (2010) | Vùng đô thị                        |
| ---- | ---------------------------- | --------------- | ---------------- | ---------------------------------- |
| 1    | Quận Cam, California         | 183.766         | 6,1              | Đại Los Angeles                    |
| 2    | Quận Santa Clara, California | 125.695         | 7,1              | Vùng Vịnh San Francisco: miền Nam  |
| 3    | Quận Los Angeles, California | 87.468          | 0,9              | Los Angeles                        |
| 4    | Quận Harris, Texas           | 80.409          | 2,0              | Houston                            |
| 5    | Quận San Diego, California   | 44.202          | 1,4              | San Diego                          |
| 6    | Quận King, Washington        | 38.726          | 2,0              | Seattle                            |
| 7    | Quận Alameda, California     | 30.533          | 2,0              | Vùng Vịnh San Francisco: miền Đông |
| 8    | Quận Tarrant, Texas          | 29.128          | 1,6              | Dallas-Fort Worth                  |
| 9    | Quận Fairfax, Virginia       | 28.770          | 2,7              | Đại Washington: Virginia           |
| 10   | Quận Dallas, Texas           | 26.276          | 1,1              | Dallas-Fort Worth                  |